# Bortglömd
Bortglömd är en singel av det svenska Punkbandet Soypooh. Den släpptes 2002 av Valhalla Records.

## Låtlista
| Nr | Titel              | Längd |  |
| -- | ------------------ | ----- |  |
| 1. | Stolt Och Fri      | 3.22  |  |
| 2. | Känslokall Och Vek | 2.53  |  |
| 3. | Bortglömd          | 3.22  |  |